# Finger (Familienname)
Finger ist ein deutscher Familienname.

## Namensträger
- Agnes Finger (vor 1465–um 1514), deutsche Pilgerin und Stifterin
- Alfred Finger (1855–1936), österreichischer Violinist
- Angela Finger-Erben (* 1980), deutsche Fernsehmoderatorin und Journalistin
- Annett Finger (* 1981), deutsche Triathletin
- Anton Finger (* 1998), deutscher Ruderer
- Artur Finger (* 1878), preußischer Verwaltungsjurist und Landrat
- August Finger (Rechtswissenschaftler) (1858–1935), österreichischer Rechtswissenschaftler
- August Finger (Politiker) (1880–1963), deutscher Kaufmann und Abgeordneter
- Bill Finger (1914–1974), US-amerikanischer Comic-Autor
- Christian Finger (* 1964), deutscher Jazzschlagzeuger
- Christina Finger (* 1970), deutsche Schauspielerin
- Claudia Finger-Erben (* 1978), deutsche Radio- und Fernsehmoderatorin
- Edi Finger (1924–1989), österreichischer Sportjournalist
- Edi Finger junior (1949–2021), österreichischer Sportjournalist
- Ernest Finger (1856–1939), österreichischer Dermatologe
- Ernst Christian Finger (1857–1945), hessischer Landtagsabgeordneter
- Evelyn Finger (* 1971), deutsche Journalistin
- Franz Jakob Damian Friedrich Finger (1756–1808), katholischer Geistlicher und Stiftsherr
- Friedrich August Finger (Pädagoge) (1808–1888), deutscher Pädagoge und Abgeordneter
- Friedrich August Finger (1885–1961), Baustoffkundler, Gründer des F.A. Finger-Instituts für Baustoffkunde an der Bauhaus-Universität Weimar
- Georg Finger (1787–1874), deutscher Politiker Freie Stadt Frankfurt
- Gottfried Finger (~1660–~1730), mährisch-deutscher Musiker, Kapellmeister und Komponist
- Grete von Meduna-Finger (1888–1938), tschechisch-österreichische Sopranistin, Selbstmord nach dem Einmarsch deutscher Truppen
- Hauke Finger (* 1968), deutscher Politiker (AfD)
- Hedwig Finger (1899–1974), deutsche Politikerin (Zentrum, CDU)
- Heinz Finger (Dirigent) (1923–2005), deutscher Dirigent
- Heinz Finger (1948–2022), deutscher Historiker
- Hermann Finger (1864–1940), deutscher Chemiker und Hochschullehrer
- Homer Ellis Finger Jr. (1916–2008), US-amerikanischer Bischof
- Jakob Finger (1825–1904), Ministerpräsident im Großherzogtum Hessen
- Jean Finger (1854–1944), Schweizer Uhrenschalenfabrikant
- Jeff Finger (* 1979), US-amerikanischer Eishockeyspieler
- Johann Justus Finger (1781–1868), deutscher Kaufmann und Abgeordneter
- Johannes Albertus Finger (um 1660–1721), kurtrierischer Kellner und kaiserlicher Postmeister
- Johannes Jacobus Finger († um 1802), kurtrierischer Amtmann
- Josef Finger (1841–1925), österreichischer Physiker
- Julius Finger (1826–1894), österreichischer Ornithologe
- Karl Finger (1910–1975), deutscher SS-Hauptsturmführer
- Karsten Finger (* 1970), deutscher Ruderer
- Lucia Guggemos-Finger (* 1910), deutsche Juristin, Richterin am Bundespatentgericht
- Manfred Finger (1952–2010), deutscher Fußballspieler
- Martin Finger (* 1990), deutscher Pokerspieler
- Michal Finger (* 1993), tschechischer Volleyballspieler
- Patrick Finger (* 1974), Schweizer Trance-DJ und Musikproduzent, siehe DJ Noise
- Patrick Finger (Schauspieler), deutscher Schauspieler
- Peter Finger (Politiker) (* 1941), deutscher Politiker (AL)
- Peter Finger (Gitarrist) (* 1954), deutscher Gitarrist
- Reto Finger (* 1972), Schweizer Dramatiker und Hörspielautor
- Robert Finger (Mediziner) (* 1979), deutscher Augenarzt und Hochschullehrer
- Robert Finger (* 1981), deutscher Wirtschaftswissenschaftler
- Samuel Gottlieb Finger (1777–1827), deutscher Handelsmann, Schriftsteller und Politiker
- Taj Finger (* 1986), US-amerikanischer Basketballspieler
- Ursula Finger (1929–2015), deutsche Leichtathletin, Olympiateilnehmerin für das Saarland
- Ute Finger (* 1958), deutsche Leichtathletin, siehe Ute Thimm
- Wilhelm von Finger (1848–1928), österreichischer Generalmajor
- Wilhelm Finger (1905–1971), deutscher Politiker
- Willi Finger-Hain (Willi Finger; 1895–1970), deutscher Oberschullehrer, Schriftsteller und Forscher zum Leben und Werk von Fritz Reuter